# Florian Martens

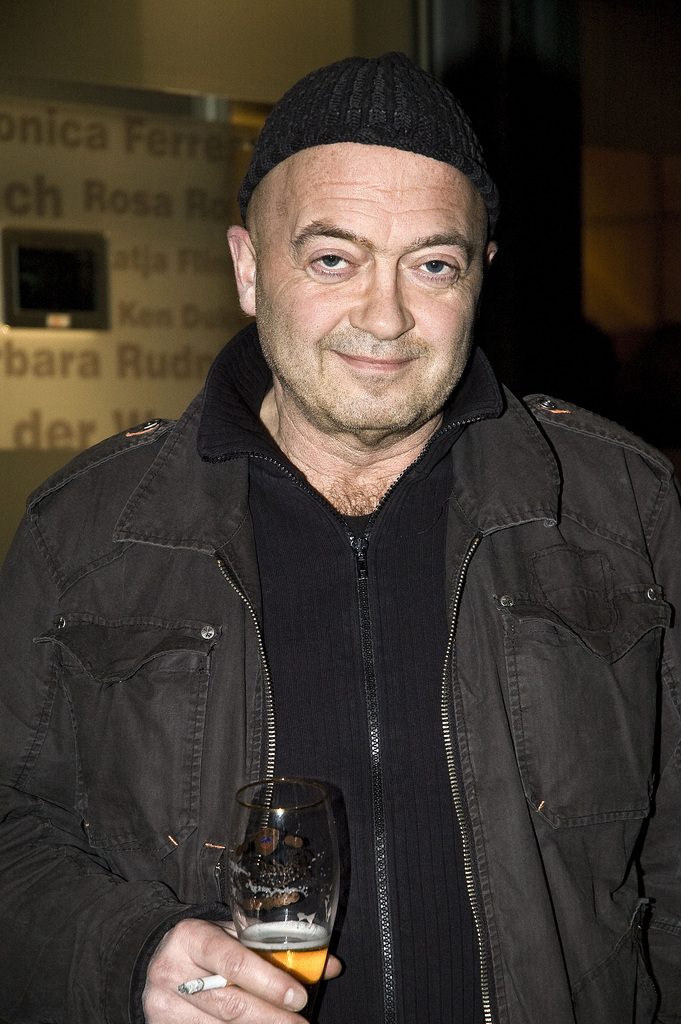
Florian Martens auf der Berlinale 2008

Florian Martens (* 27. Dezember 1958 in Ost-Berlin) ist ein deutscher Schauspieler.

## Leben

### Herkunft und Ausbildung
Florian Martens wurde nach Weihnachten 1958 als unehelicher Sohn der Schauspielerin Ingrid Rentsch und des Schauspielers Wolfgang Kieling, mit dem Rentsch eine kurzzeitige Beziehung hatte, in Ost-Berlin geboren. Später heiratete seine Mutter den Schauspieler und Regisseur Hans-Joachim Martens, dessen Familiennamen er führt. Martens’ Halbschwester ist die Schauspielerin Susanne Uhlen.
Martens wollte als Kind Jockey werden, denn bereits früh faszinierten ihn Rennpferde. Sein erstes Taschengeld verdiente er sich als Mitarbeiter hinter den Wettkassen einer Trabrennbahn. Er erwarb auch eine Lizenz für Amateurrennen, doch seine Körpergröße und sein Gewicht machten seinen Wunsch unerfüllbar. Deshalb absolvierte er zunächst eine Lehre als Baumaschinist in Brandenburg-Kirchmöser und war fünf Jahre als Bagger- und Planierraupenfahrer auf Montage. Daneben leistete er seine Militärzeit bei der Volksmarine ab. Schließlich fasste er im Alter von 24 Jahren den Entschluss, in die Fußstapfen seiner Familie zu treten. Seine Schauspielausbildung absolvierte er von 1983 bis 1986 mit Diplom an der Hochschule für Schauspielkunst „Ernst Busch“ in Berlin. 1990 erhielt er ein festes Engagement an der Volksbühne Berlin. Daneben spielte er wiederholt an der Komödie am Kurfürstendamm.

### Film und Fernsehen
Florian Martens gab 1986 sein Filmdebüt im Fernsehen der DDR in Bernd Böhlichs Literaturverfilmung Der junge Herr Siegmund, die auf der im Jahre 1796 erschienenen Erzählung Die beiden merkwürdigsten Tage aus Siegmunds Leben von Ludwig Tieck basiert. Er übernahm die Titelrolle des jungen aufstrebenden Beamten Siegmund, der sich in der Residenz um die Stelle eines Rats bewirbt und auf Umwegen Bekanntschaft mit dem rätselhaften „Freudenmädchen“ (Dagmar Manzel) macht. In der Folgezeit wurde er in mehreren Film- und Fernsehproduktionen der DEFA und des DFF besetzt. Er übernahm erste Rollen in den in der DDR populären Serien Zahn um Zahn, Der Staatsanwalt hat das Wort, Barfuß ins Bett und Schauspielereien. In den letzten Filmen der DEFA vor dem Mauerfall, wie etwa Melanios letzte Liebe (1988; als Verhörer) oder Grüne Hochzeit (1989; als Witzonkel) war er in Nebenrollen zu sehen.
Nach der Wende wurde Martens in diversen Fernsehfilmen und verschiedenen Fernsehkrimiserien in Haupt- und Nebenrollen besetzt. Mehrfach stand er für Folgen der Krimireihen Polizeiruf 110 und Tatort vor der Kamera.
Für die Sat.1-Produktion Natascha – Wettlauf mit dem Tod (1996) arbeitete er erneut unter der Regie von Bernd Böhlich. Er spielte gemeinsam mit Julia Jäger das Elternpaar Bär, welches seiner Tochter Natascha die Chemotherapie verweigert. In dem Kriminalfilm Freier Fall (1997) verkörperte er, „psychologisch knallhart“, die Rolle des Dr. Teichmann, einen diabolischen Verteidiger im Rollstuhl. Für seine dortige schauspielerische Leistung wurde er 1998 zusammen mit seinen Schauspielkollegen Christian Görlitz und Josef Bierbichler mit dem Adolf-Grimme-Preis in Gold ausgezeichnet. Mehrfach besetzte Dieter Wedel Martens in seinen Mehrteilern. Für den fünfteiligen Fernsehthriller Der Schattenmann (1996), in dem er die Rolle des Kommissars Jürgen Droegel, des Einsatzleiters der verdeckten Ermittlung durch den titelgebenden „Schattenmann“ Karl Cäsar 'Charly' Held (Stefan Kurt) verkörpert, wurde er von Wedel verpflichtet. Es folgten 1998 mit dem sechsteiligen Fernsehdrama Der König von St. Pauli, wo er die transsexuelle Karin spielte, sowie mit der achtteiligen Sat.1-Fernsehserie Die Unbestechliche, in der er neben seiner Schauspielkollegin Maja Maranow den Rechtsanwalt Thomas Rönnfeld gab, erneute Arbeiten mit Dieter Wedel als Regisseur und Produzent. 2002 war er nochmals unter dessen Regie in der sechsteiligen Fernsehserie Die Affäre Semmeling in einer Nebenrolle als Reporter „Sudel Hans“ zu sehen.
In dem halbdokumentarischen Spielfilm Die Stunde der Offiziere war er 2003 in der Rolle des Albrecht Mertz von Quirnheim, eines Widerstandskämpfers des Attentats vom 20. Juli 1944, zu sehen. Im selben Jahr verkörperte er den NSDAP-Politiker Heinrich Himmler in dem dreiteiligen deutschen Doku-Drama Speer und Er. In dem Sat.1-Fernsehfilm Küss mich, Genosse! (2007) war er der Hauptmann Pfefferkorn in den Jahren 1974 und 2006. Unter der Regie von Matthias Tiefenbacher übernahm Martens an der Seite von Sabine Postel als Zahnarzt Martin Held eine der beiden Hauptrollen in der Familienkomödie Liebling, wir haben geerbt! (2007). Auch in zahlreichen Kinder- und Jugendproduktionen wirkte Martens mit. In dem Märchenfilm Die Bremer Stadtmusikanten, der im Januar 2010 in der ARD im Rahmen der Märchen-Reihe Sechs auf einen Streich erstmals ausgestrahlt wurde, war er neben Gesine Cukrowski als dessen Frau Martha in der Rolle des Bauern Georg zu sehen. In der in Echtzeit erzählten KiKA-Krimiserie Allein gegen die Zeit spielte er in der ersten Staffel 2010 den Johann Bauer. In dem Weihnachts-Fernsehfilm Beutolomäus und der falsche Verdacht mit der fiktiven KiKA-Weihnachtsfigur Beutolomäus übernahm er die Rolle des Polizisten Harald.
Seit März 1994 verkörpert Florian Martens in der ZDF-Krimireihe Ein starkes Team den im Berliner Dialekt sprechenden Kriminalhauptkommissar Otto Garber, dessen schwarze Wollmütze zu Martens Markenzeichen geworden ist. Er spielte bis zu der im Januar 2016 ausgestrahlten 64. Folge Geplatzte Träume an der Seite von Maja Maranow, seit der 65. Folge ist er neben Stefanie Stappenbeck als ermittelndes Kommissarenduo zu sehen. 1999 erhielt er gemeinsam mit Maja Maranow für seine Darstellung in der Folge Braunauge den Goldenen Gong. 2010 bekam er für die Rolle des Otto Garber den Bayerischen Fernsehpreis in der Kategorie „Bester Schauspieler in Serien und Reihen“. Die Jury lobte Martens „faszinierende Intensität, geradezu selbstverständliche Glaubwürdigkeit und gleichbleibende schauspielerische Brillanz“.

### Privates
Florian Martens war in den 1990er-Jahren zwei Jahre lang mit seiner Schauspielkollegin Maja Maranow liiert. Martens hat zwei Töchter: Rosa Falkenhagen sowie eine 2006 geborene.
Er lebt in Berlin und in Brandenburg am Krüpelsee.

## Filmografie (Auswahl)
- 1986: Der junge Herr Siegmund (Fernsehfilm)
- 1986: Zahn um Zahn (Fernsehserie, Folge Auf hohem Roß)
- 1987: Der Staatsanwalt hat das Wort: Um jeden Preis (Fernsehreihe)
- 1988: Der Staatsanwalt hat das Wort: Billig zu verkaufen
- 1988: Melanios letzte Liebe (Fernsehfilm)
- 1988: Barfuß ins Bett (Fernsehserie, 2 Folgen)
- 1988: Schauspielereien (Fernsehserie, Folge A und O – Geschichten mit dem Auto)
- 1988: Der Kaiser und der Schuster (Fernsehfilm)
- 1989: Zum Teufel mit Harbolla (Fernsehfilm)
- 1989: Grüne Hochzeit
- 1989: Narrenweisheit (Fernsehfilm)
- 1989: Die gestundete Zeit (Fernsehfilm)
- 1990: Selbstversuch (Fernsehfilm)
- 1990: Der Staatsanwalt hat das Wort: Hallo Partner
- 1990: Motivsuche
- 1991: Wer hat Angst vor Rot, Gelb, Blau?
- 1991: Polizeiruf 110: Der Riß (Fernsehreihe)
- 1992: Alles Lüge
- 1992: Mandelküsschen (Fernsehfilm)
- 1993: Krücke
- 1993: Ein Mord danach (Fernsehfilm)
- 1993: Tatort: Um Haus und Hof (Fernsehreihe)
- 1994: Alles auf Anfang
- seit 1994: Ein starkes Team (Fernsehreihe) → siehe Episodenliste
- 1994: Polizeiruf 110: Keine Liebe, kein Leben
- 1994: Nicht nur der Liebe wegen (Fernsehfilm)
- 1994: Liebling Kreuzberg (Fernsehserie, Folge Wer schmeißt denn da mit Lehm?)
- 1994–1999: Wolffs Revier (Fernsehserie, verschiedene Rollen, 3 Folgen)
- 1996: Der Schattenmann (Fernsehfünfteiler, 5 Folgen)
- 1996: Tatort: Buntes Wasser
- 1996: Natascha – Wettlauf mit dem Tod (Fernsehfilm)
- 1996: SOKO München (Fernsehserie, Folge Der Tod der alten Dame)
- 1997: Freier Fall (Fernsehfilm)
- 1997: Frauen morden leichter (Fernsehserie)
- 1997: Ein Mord für Quandt (Fernsehserie, Folge Leiche im Keller)
- 1998: Abgehauen (Fernsehfilm)
- 1998: Der König von St. Pauli (Fernsehsechsteiler)
- 1998: Hurenmord – Ein Priester schweigt (Fernsehfilm)
- 1998: Derrick (Fernsehserie, Folge: Das Abschiedsgeschenk)
- 1998: Die Unbestechliche (Fernsehreihe)
- 1999: Tatort: Mordfieber (Fernsehreihe)
- 2000–2016: Der Alte (Fernsehserie, verschiedene Rollen, 3 Folgen)
- 2000, 2003: Siska (Fernsehserie, verschiedene Rollen, 2 Folgen)
- 2002: Das verflixte 17. Jahr (Fernsehfilm)
- 2002: Polizeiruf 110: Der Spieler
- 2002, 2008: SOKO Leipzig (Fernsehserie, verschiedene Rollen, 2 Folgen)
- 2003: Der letzte Zeuge (Fernsehserie, Folge Im Schatten stirbt man nicht)
- 2003: Der Aufstand (Fernsehfilm)
- 2004: Die Kommissarin (Fernsehserie, Folge Der Mörder mit dem Schleifchen)
- 2003: Die Stunde der Offiziere (Fernsehfilm)
- 2005: Tatort: Todesbrücke
- 2005: Hölle im Kopf (Fernsehfilm)
- 2005: Speer und Er (Fernsehdreiteiler, 2 Folgen)
- 2006, 2011: Ein Fall für zwei (Fernsehserie, verschiedene Rollen, 2 Folgen)
- 2006: Die Liebe kommt selten allein (Fernsehfilm)
- 2006: Küss mich, Genosse! (Fernsehfilm)
- 2007: Liebling, wir haben geerbt! (Fernsehfilm)
- 2007: Polizeiruf 110: Gefährliches Vertrauen
- 2008: Der Bulle von Tölz: Das Ende aller Sitten (Fernsehreihe)
- 2008: Kommissar Stolberg (Fernsehserie, Folge Toter Engel)
- 2009: Polizeiruf 110: Fehlschuss
- 2009: Großstadtrevier (Fernsehserie, Folge Heikle Mission)
- 2009: Eden à l'Ouest
- 2009: Küstenwache (Fernsehserie, Folge Das Phantom)
- 2009: Die Bremer Stadtmusikanten (Fernsehfilm)
- 2010: Allein gegen die Zeit (Fernsehserie, 3 Folgen)
- 2010: Ihr Auftrag, Pater Castell (Fernsehserie, Folge Die Jesustafel)
- 2012: Beutolomäus und der falsche Verdacht (Fernsehfilm)
- 2013: Der Staatsanwalt (Fernsehserie, Folge Eine mörderische Story)
- 2013: Der Kriminalist (Fernsehserie, Folge Dolly 2.0)
- 2014: Der Tropfen – Ein Roadmovie
- 2018: Die Chefin (Fernsehserie, Folge Willenlos)
- 2020: Das Unwort

## Theater
- 1987: Felicitas Loewe/Brigitte Spiegel/Werner Tietze: Der Kaiser und der Schuster. Prozeßberichte und Zeitdokumente zum Fall: Der Hauptmann von Köpenick (Zeuge) – Regie: Werner Tietze (Volksbühne Berlin – Sternfoyer)
- 1988: Lope de Vega: La Dama Boba (Lakai) – Regie: Horst Hawemann (Volksbühne Berlin)
- 1991: William Shakespeare: Die Komödie der Irrungen (Zwilling) – Regie: Werner Tietze (Volksbühne Berlin)

## Auszeichnungen
- 1998: Adolf-Grimme-Preis in Gold für Freier Fall (zusammen mit Christian Görlitz und Josef Bierbichler)
- 1999: Goldener Gong (zusammen mit Maja Maranow) für seine Darstellung in Ein starkes Team: Braunauge
- 2010: Bayerischer Fernsehpreis in der Kategorie „Bester Schauspieler in Serien und Reihen“ für seine Rolle Otto Garber in der Krimireihe Ein starkes Team